# Barragem romana de Belas
A Barragem romana de Belas ou Barragem de Olisipo foi uma barragem romana localizada a 10 km de Lisboa, na ribeira de Carenque, entre os atuais municípios da Amadora e de Sintra, no distrito de Lisboa.
As ruínas da Barragem romana de Belas foram declaradas Imóvel de interesse público pelo Decreto 735/74, DG 297, de 21 de Dezembro de 1974.
O muro da barragem é de opus incertum com aproximadamente 50 m de comprimento, 7 m de largura e uma altura máxima de pelo menos 8 m. Dispõe de contrafortes a jusante.
A barragem alimentava o Aqueduto romano da Amadora que, segundo algumas fontes, conduziria a água a Lisboa (Olisipo), entrando na cidade por Santo André, na zona da Graça.
O que resta do muro da barragem está situado na margem direita da Ribeira de Carenque, sendo ainda cortado por um ramal do Aqueduto das Águas Livres.